# 宮崎麗果
宮崎 麗果（みやざき れいか、1988年2月3日 - ）は、日本の実業家。旧名義、宮崎 麗香（読み同じ）。
長野県諏訪市出生、東京都世田谷区出身。これまでに3度結婚し、実子5人のうち4人を育てている。父親は政治家（元参議院議員）の白眞勲。両親は離婚しており、"宮崎"は母親の姓である。

## 略歴

### 生い立ち
母親が里帰り出産をしたことにより長野県諏訪市で生まれ、東京都世田谷区で育つ。父親の白眞勲は日本と韓国のハーフで、宮崎自身は韓国のクォーターにあたる。弟が1人いる。
都内のインターナショナルスクールに通い、12歳から家族でアメリカ合衆国テキサス州に移住し、高校時代に帰国したため、日本語と英語のバイリンガルである。幼い頃から英語を話す環境に身を置いていたことから、日本の高校に通い始めた当時は日本語がわからず周囲と馴染めなかったという。

### 大学時代
上智大学国際教養学部へ進学し、2年の時に学内のミスコンテスト「ミスソフィアコンテスト2007」で準グランプリに選ばれた。また、芸能事務所パールに所属し、女子大生タレントで構成されるキャンパスナイターズの一員としてフジテレビ『キャンパスナイトフジ』にレギュラー出演していた。当時大学生でありながら家賃30万円のマンションを借りており、裕福な暮らしぶりを披露することでTBS『イチハチ』、日本テレビ『芸能★BANG』などバラエティ番組に出演していた。
24歳だった2012年3月に上智大学を卒業。芸能活動を続けても活躍の見込みがないと判断して24歳の時に芸能界に見切りをつけ、台湾の大学に1年通った。

### 事業など
2014年、Studio Apartmentの森田昌典とともに、ボディケア、治療院、エステなどを備えたサロンをオープンした。
第3子を妊娠中に別居し離婚。当時は専業主婦で子連れの妊婦を雇ってくれるところは見つからず、生活のために起業した。
2021年6月2日に株式会社Elevateを設立。2022年10月に株式会社Vitolaboを設立。
2024年3月に芸能事務所Mama&Sonに所属。

## 結婚歴

### 初婚
2016年12月に第1子男児を出産した。2017年に29歳で結婚したが、後に離婚。離婚の時期は明言していない。

### 2度目
実業家の田中雄士と結婚した。結婚の時期は明言していない。2018年12月13日に第2子男児を出産したが、第3子を妊娠中に別居し離婚。2019年12月2日に第3子女児を出産した。

### 3度目
2021年12月14日に当時EXILEのメンバーだった黒木啓司と結婚した。2023年7月7日に第4子男児、2024年9月13日に第5子男児を出産した。

### 親権について
2024年3月に配信されたABEMAエンタメのインタビューの中で、最初の夫との間に生まれた第1子とは同居しておらず、別々に暮らしていると公表した。同年7月に配信された文春オンラインのインタビューの中では、宮崎は第1子の親権を持っていないことを公表した。

## 人物
2021年12月に当時EXILEのメンバーだった黒木啓司との結婚を発表し注目を集めた際、メルセデス・ベンツ・Gクラスやロールス・ロイスなど高級車が投稿されている宮崎のSNSも話題に上がり、黒木との結婚以降、宮崎のSNSの投稿がたびたびネットメディアに取り上げられるようになった。
2024年9月、自身のSNSの投稿にて、5年前に入院を要する生死を彷徨うような酷い乳腺炎により乳房の一部が壊死して切除していたと明かした。

## 出演

### テレビ
- おぎやはぎのそこそこスターゴルフ（2009年4月9日 - 2010年4月1日、BSジャパン） - アシスタント
- キャンパスナイトフジ（2009年4月10日 - 2010年3月19日、フジテレビ） - キャンパスナイターズ[9]
- ハッピーMusic（2010年6月25日 - 、日本テレビ）

### 舞台
- ふしぎ遊戯（2010年10月20日 - 24日） - 房宿 役

### ミュージックビデオ
- 田中雄士「断捨離 feat. HOKT(N.C.B.B)」（2019年2月）[28]

## 作品

### CD
- キャンパスナイターズ「エロくないのにエロく聴こえる歌 〜しこたまがんばれ!〜」（2010年3月17日、ポニーキャニオン）

### 写真集
- キャンパスナイトフジ しこたま卒業アルバム（2010年3月19日、講談社）ISBN 978-4-06-379441-0

### 著書
- 実現者 マニフェスター 私「やべー女」ですが（2023年4月24日、講談社）